# Miscela Leone
La Miscela Leone era un composto di erbe, cereali e legumi torrefatti e macinati, usata per preparare bevande a colazione, spesso insieme al latte, oppure dopo i pasti, generalmente come surrogato del caffè, prodotta dalla Franck italiana, usata nel XX secolo.

## Nella letteratura italiana
La Miscela Leone viene ricordata da un gran numero di scrittori italiani: Giulio Angioni, Luigi Ballerini, Marta Boneschi, Dario Crapanzano, Antonio Pennacchi, Enrico Vaime, Andrea Vitali.